# 轻闭双眼
《輕閉雙眼》（瞳をとじて）是平井堅的第20張單曲。於2004年4月28日由DefSTAR Records發行。

## 簡介
- 此曲是電影《在世界的中心呼喊愛情》的主題曲，銷量超過100萬，並排名當年Oricon公信榜的年榜冠軍。
- 此曲獲得2005年（第四屆）MTV日本音樂錄影帶大獎的「最佳男藝人音樂錄影帶獎」和「最佳電影音樂錄影帶獎」。
- 平井堅於2005年的第55回NHK紅白歌合戰中演唱此曲，並且在壓軸前一位的重要位置演唱。
- 在此曲的音樂錄影帶中，女演員奥田惠梨華參與演出。
- 這張專輯中還收入了翻唱老鷹樂隊的歌曲《亡命之徒》（Desperado）。

### 被改編歌曲
- 主唱：鄭中基0/《閉目入神》（粵語）（2005年）/0填詞: 夏至
- 主唱：游鴻明0/《我可以》（國語）（2006年）/0填詞: 陳鎮川
- 主唱：鄭在旭0/《가만히 눈을 감고》（韓語）（2006年）

## 收錄歌曲
1. （輕閉雙眼）（5:43）
  - 詞曲：平井堅　編曲：龜田誠治
2. DESPERADO（亡命之徒）（4:04）
  - 詞：唐·亨利　曲：格伦·弗雷　 編曲：鈴木大
3. （5:43）
  - 詞曲：平井堅　編曲：龜田誠治